# Gwaii Haanas
Gwaii Haanas är en kombination av en nationalpark, ett reservat och ett kulturarv i British Columbia, Kanada. 1993 slogs de officiellt ihop efter en överenskommelse mellan Kanadas regering och Haidas nationsråd. Den 1 470 km² stora nationalparken utgörs av den södra delen av Moresby Island och flera mindre öar i den södra delen av ögruppen Haida Gwaii.
Kulturarvet SG̱ang Gwaay, som ligger i nationalparken, blev ett världsarv 1981. Sedan 2004 är hela Gwaii Haanas nationalpark uppsatt på Kanadas tentativa världsarvslista.